# Night Shift (série télévisée)
Pour le film, voir Night Shift.
Night Shift ou Nuits blanches à l'urgence au Québec (The Night Shift) est une série télévisée américaine en 45 épisodes de 42 minutes créée par Gabe Sachs et Jeff Judah, diffusée entre le 27 mai 2014 et le 31 août 2017 sur le réseau NBC aux États-Unis et en simultané sur le réseau Global au Canada.
Au Québec, la série est diffusée depuis le 4 mai 2015 sur Moi & Cie Télé, en France, du 12 octobre 2015 au 26 février 2018 sur Série Club puis dès le 6 avril 2016 sur TF1, en Belgique, depuis le 23 octobre 2015 sur RTL-TVI. Elle reste inédite en Suisse.

## Synopsis
La série raconte le quotidien de l'équipe de nuit du San Antonio Medical Center où trois des chirurgiens étaient des anciens militaires américains. Le Dr T.C. Callahan (Eoin Macken) était un ancien médecin militaire qui a vu son frère se faire tuer pendant les combats. À l'hôpital, il ne suit pas tout le temps les règles et entre en conflit avec son ex petite-amie le Dr Jordan Alexander (Jill Flint) et surtout avec Michael Ragosa (Freddy Rodríguez). Topher Zia (Ken Leung) est un chirurgien du secteur privé qui a passé beaucoup de temps sur le champ de bataille à l'étranger. Le Dr Drew Alister (Brendan Fehr) est un médecin de l'armée de réserve qui essaie de cacher son homosexualité par peur de discrimination, il aime aussi pratiquer la boxe. Le Dr Krista Bell-Hart (Jeananne Goossen) est une jeune résidente de l'hôpital qui est ami avec le Dr Paul Cummings (Robert Bailey Jr.) qui essaie de sortir de l'ombre de son père, un célèbre chirurgien, il se fait souvent taquiner par le reste de l'équipe. Jordan Alexander est à la direction de l'équipe de nuit, elle est en couple avec le Dr Scott Clemmens (Scott Wolf) mais leur relation se complique lorsque Scott devient le chef de la chirurgie de l'hôpital. Ragosa souhaite poursuivre son rêve de devenir docteur. Et le Dr Landry de la Cruz (Daniella Alonso) est psychologue de l'hôpital et a une relation épisodique avec T.C.

## Distribution

### Acteurs principaux
- Eoin Macken (VF : Marc Arnaud) : Dr T. C. Callahan
- Jill Flint (VF : Marie Chevalot) : Dr Jordan Alexander
- Brendan Fehr (VF : Franck Lorrain) : Dr Drew Alister
- JR Lemon (en) (VF : Nessym Guetat) : l'infirmier Kenny Fournette
- Robert Bailey Jr. (en) (VF : Eilias Changuel) : Dr Paul Cummings
- Daniella Alonso (VF : Hélène Bizot) : Dr Landry de la Cruz (saison 1)
- Freddy Rodríguez (VF : Pascal Nowak) : Dr Michael Ragosa, le chef de l'hôpital (saisons 1 et 2)
- Jeananne Goossen (VF : Kelly Marot) : Dr Krista Bell-Hart, interne (saisons 1 et 2)
- Ken Leung (VF : Laurent Morteau) : Dr Topher Zia, le meilleur ami de T. C. (saisons 1 à 3)
- Scott Wolf (VF : Cédric Dumond) : Dr Scott Clemmens (récurrent saisons 1 et 2, principal saisons 3 et 4)
- Tanaya Beatty (VF : Anne Tilloy) : Dr Shannon Rivera, interne (saisons 3 et 4)

Photos des acteurs principaux
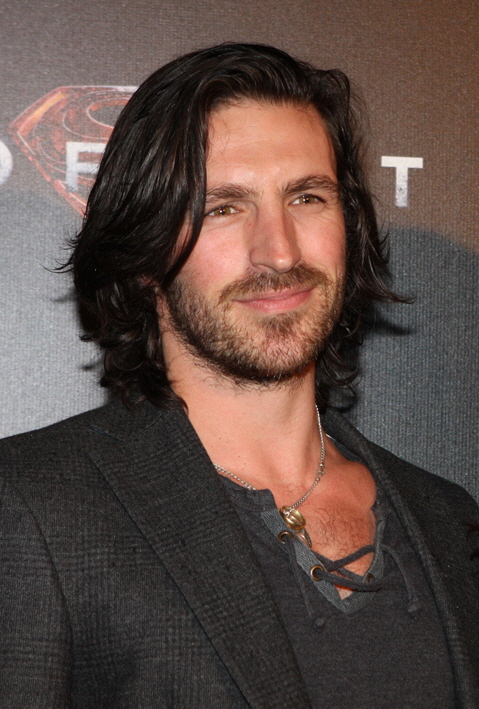
Eoin Macken dans le rôle du Dr T.C. Callahan.
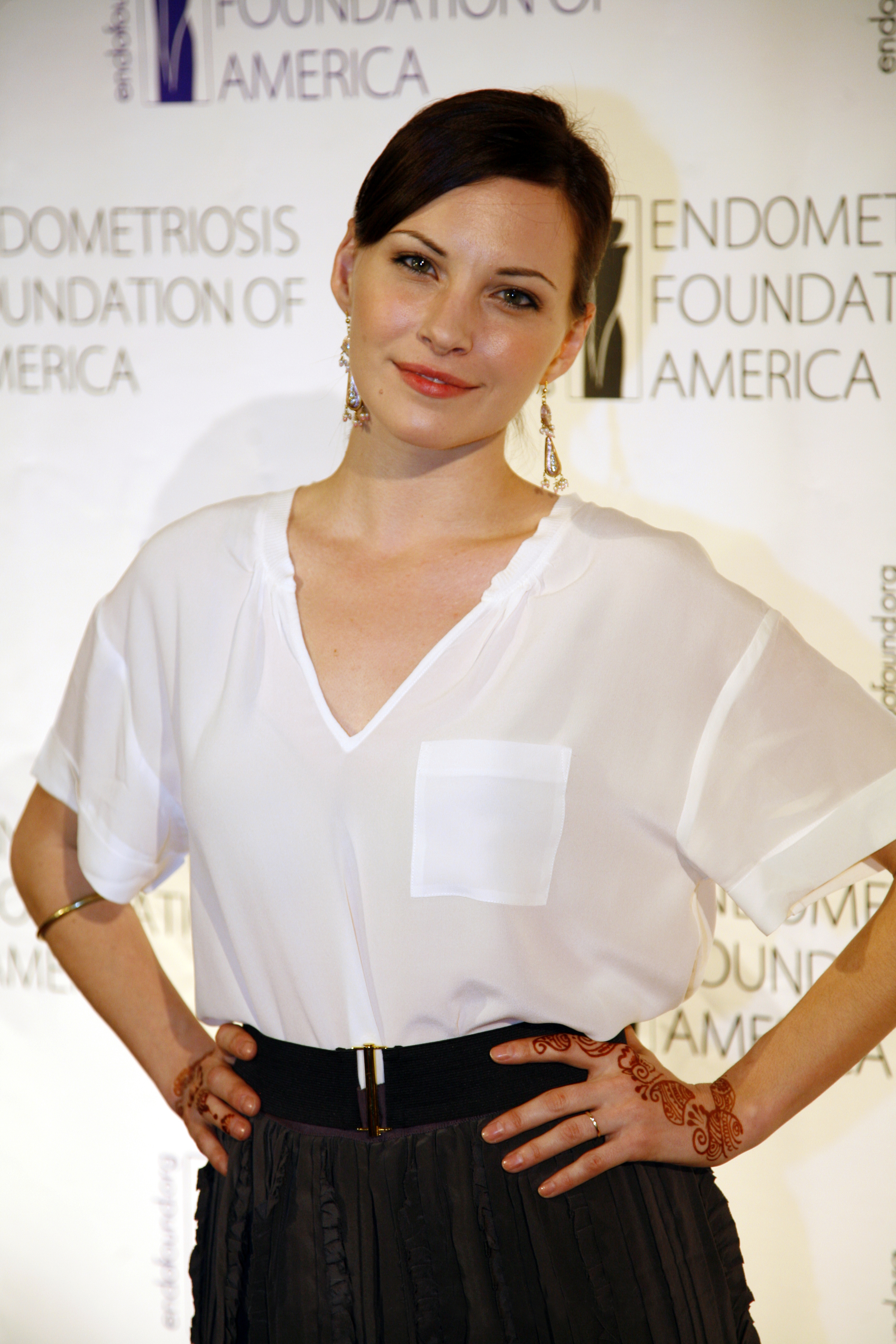
Jill Flint dans le rôle du Dr Jordan Alexander.
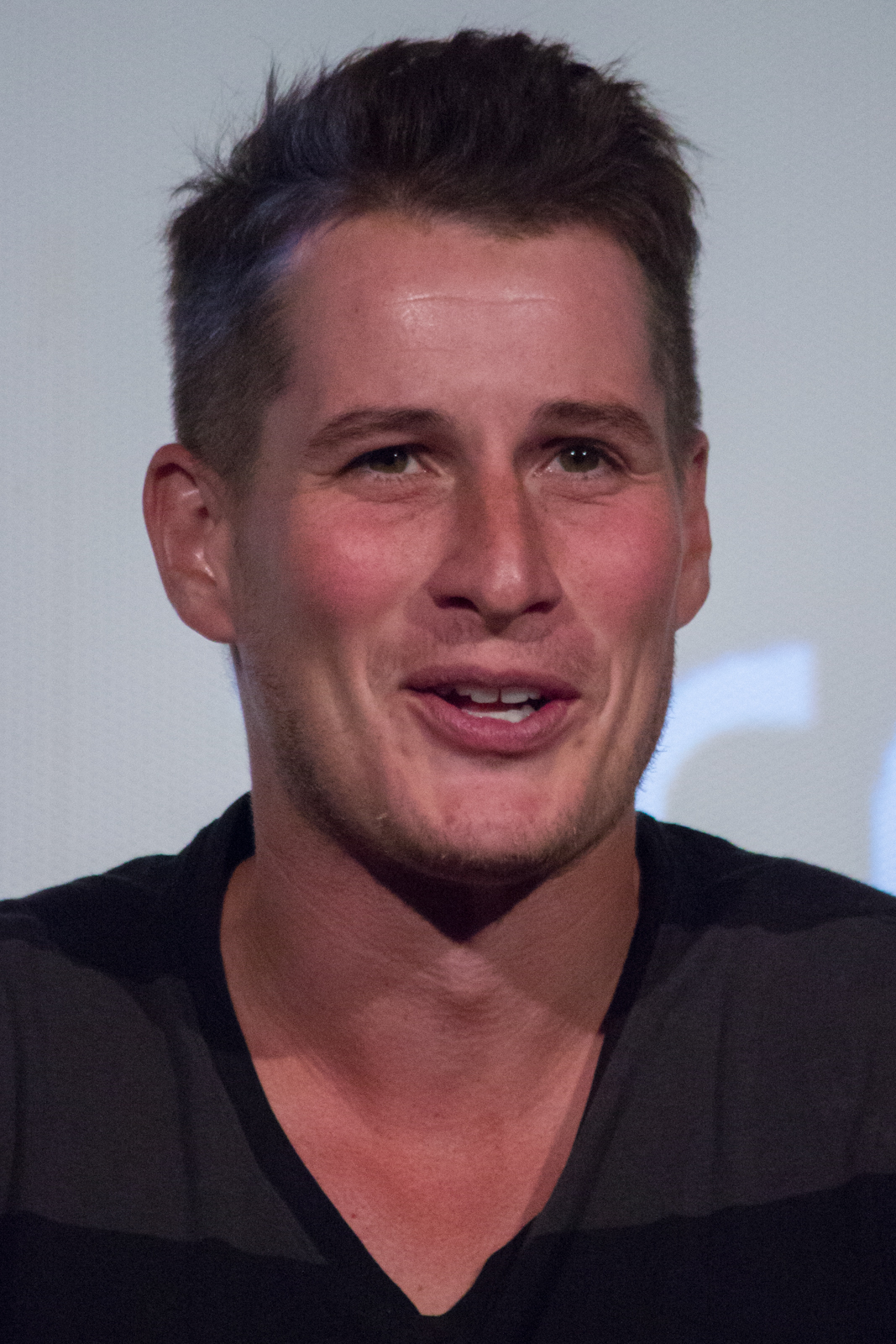
Brendan Fehr dans le rôle du Dr Drew Alister.
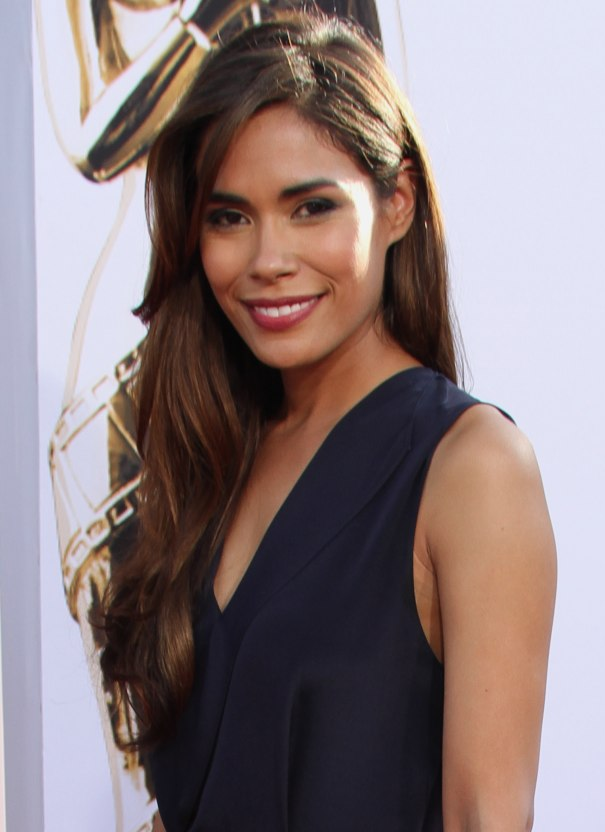
Daniella Alonso dans le rôle du Dr Landry de la Cruz.
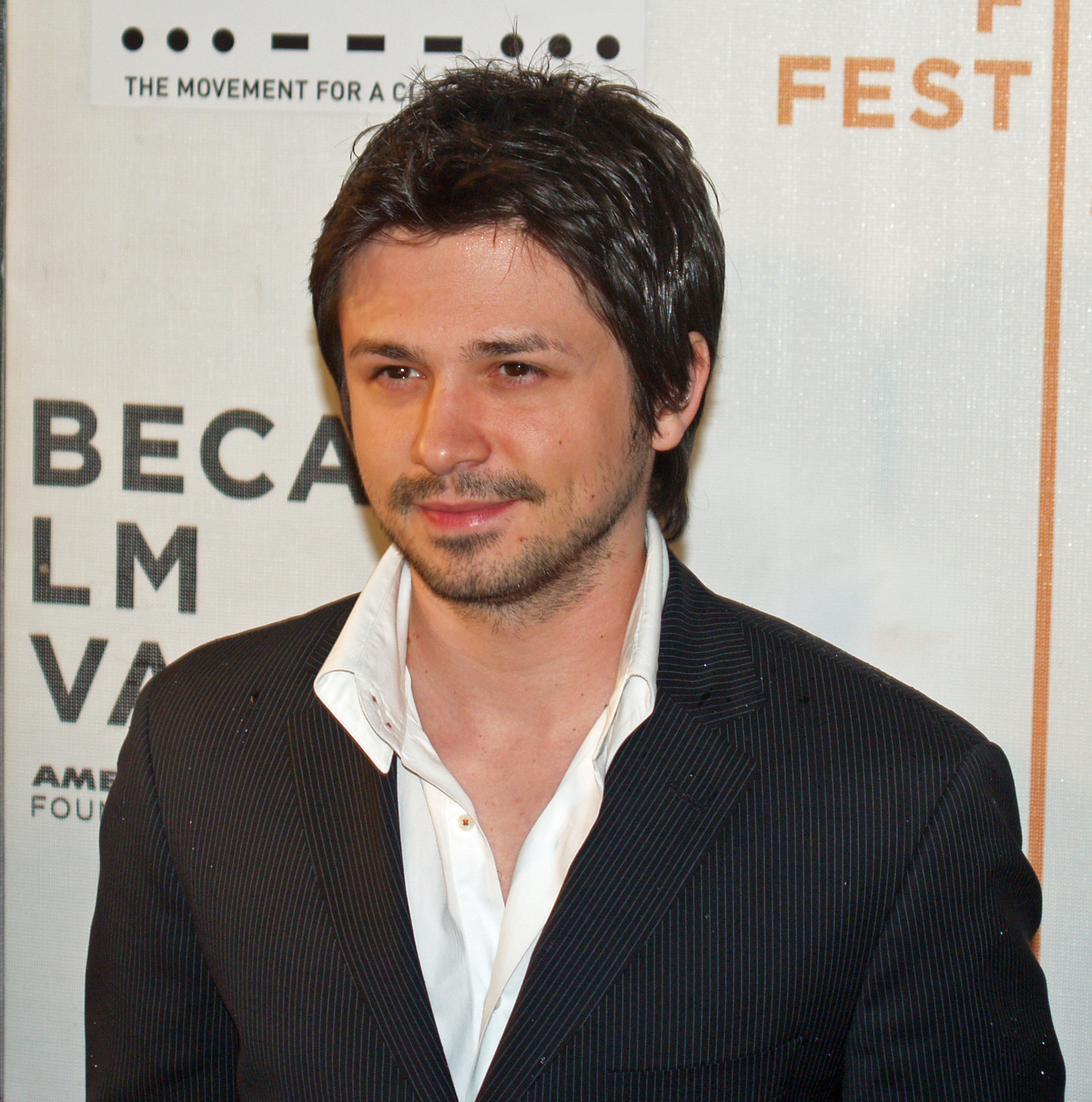
Freddy Rodríguez dans le rôle du Dr Michael Ragosa.
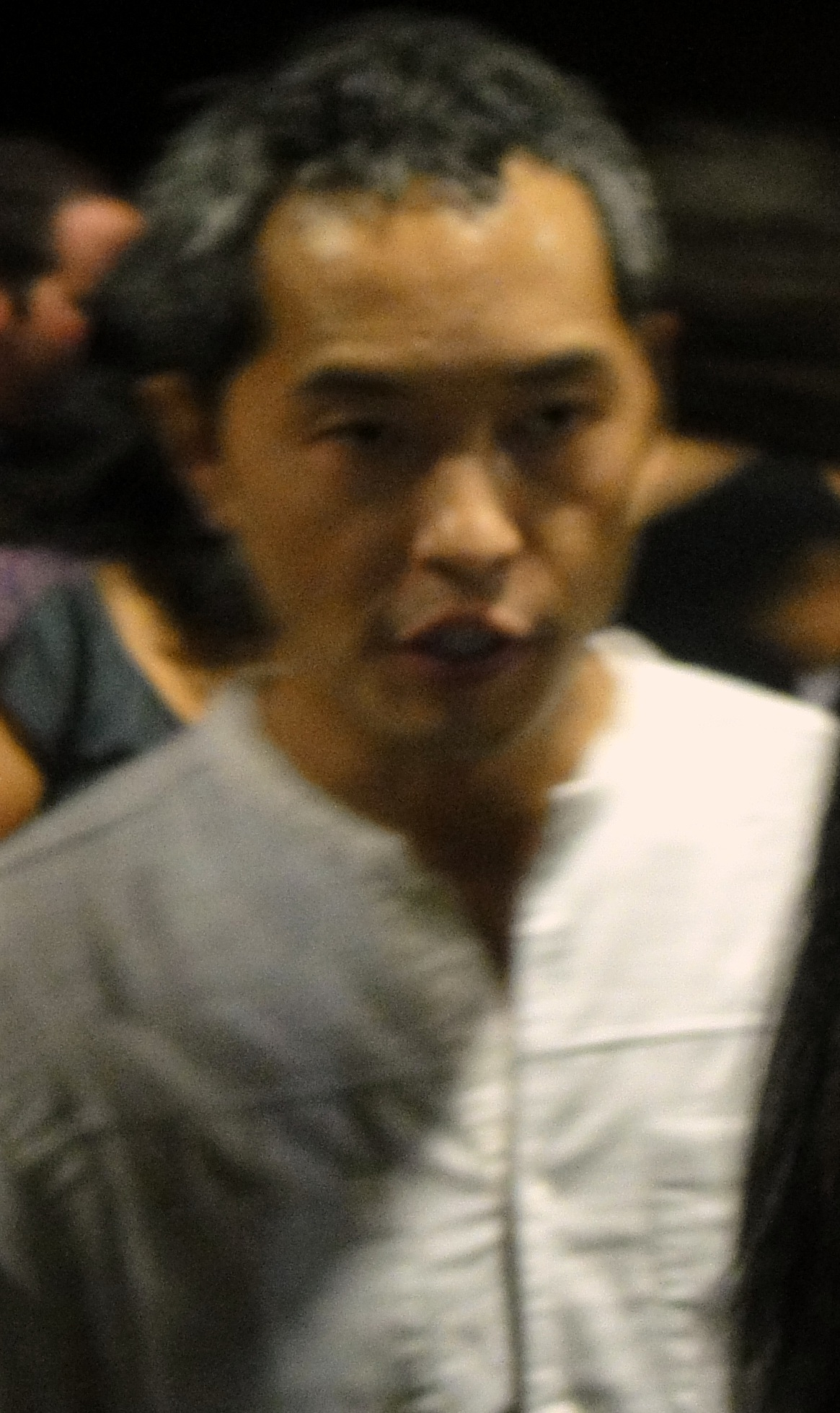
Ken Leung dans le rôle du Dr Topher Zia.
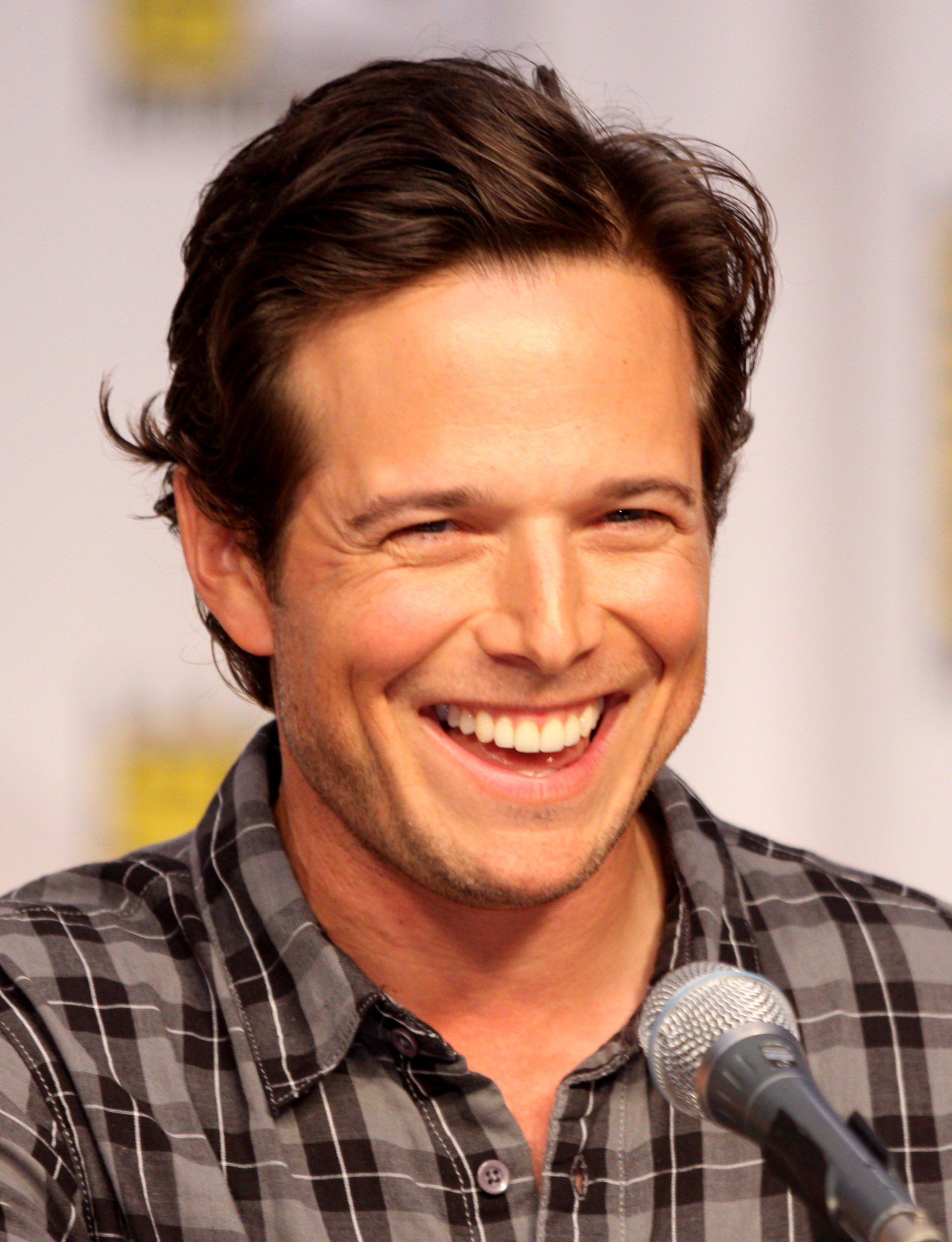
Scott Wolf dans le rôle du Dr Scott Clemmens.

### Acteurs récurrents et invités
- Luke Macfarlane (VF : Sébastien Ossard) : Rick Lincoln, soldat et petit ami de Drew
- Esodie Geiger (VF : Isabelle Leprince) : l'infirmière Molly Ramos
- Alma Sisnero (VF : Carole Gioan) : l'infirmière Jocelyn Diaz
- Catharine Pilafas (VF : Aurore Bonjour) : l'infirmière Bardocz
- Sarah Jane Morris (VF : Stéphanie Lafforgue) : Annie Callahan, belle-sœur de T. C. (saisons 2 à 4)
- Adam Rodríguez (VF : Cyrille Artaux) : Dr Joseph « Joey » Chavez (saison 2)
- Merle Dandridge (VF : Laura Zichy) : Gwen Gaskin (saison 2, invitée saison 3)
- Lindsey Morgan (VF : Daniela Labbé-Cabrera) : Kryztal (saison 3, épisode 3)
- AnnaLynne McCord (VF : Aurélie Nollet) : Jessica Sanders (saison 3)
- Kyla Kenedy (VF : Cerise Calixte) : Brianna (saisons 3 et 4)
- Jennifer Beals (VF : Micky Sébastian) : Dr Syd Jennings (saison 3)
- China Anne McClain (VF : Fanny Bloc) : Lauren (saison 3, épisode 9)
- Mark Consuelos (VF : Pierre Tessier) : Dr Cain Diaz (saison 4)
- Rachelle Lefevre : la major Natasha Anthony (saison 4, épisode 10)
- Missy Peregrym : Reagan (saison 4, épisode 10)

- Version française
  - Société de doublage : Cinéphase[8],[9]
  - Direction artistique : Maïk Darah[8] (saison 1) puis Benoît Du Pac[8] (saisons 2-4)
  - Adaptation : Cécile Delaroue et Valérie Marchand

 Source et légende : version française (VF) sur RS Doublage et Doublage Séries Database

## Développement

### Production
Le projet a débuté en octobre 2011 sous le titre The Last Stand, mais a été laissé sur les tablettes jusqu'en août 2012. Un pilote a finalement été commandé le 8 octobre 2012, que Pierre Morel réalisera sous le titre After Hours. Après le casting et le tournage du pilote, NBC a commandé en avril 2013, quatre scripts supplémentaires du projet sous son titre actuel.
Le 10 mai 2013, NBC commande la série et annonce deux jours plus tard qu'elle sera diffusée à la mi-saison. En octobre 2013, au bout de ses huit épisodes commandés, NBC commande trois scripts supplémentaires.
Le 1er juillet 2014, NBC renouvelle la série pour une seconde saison composée de quatorze épisodes,.
Le 8 mai 2015, la série a été renouvelée pour une troisième saison.
Le 17 novembre 2016, NBC annonce la reconduction de la série pour une quatrième saison.
Le 13 octobre 2017, NBC annonce la fin de la série.

### Tournage
L'histoire de la série se déroulant à San Antonio au Texas, elle est tournée à Albuquerque, au Nouveau-Mexique.

### Casting
En octobre et novembre 2012, les rôles ont été attribués dans cet ordre : Eoin Macken, Freddy Rodríguez, Ken Leung et Jeananne Goossen, Robert Bailey Jr., Brigid Brannagh (Dr Althea Martin) et Jill Flint.
En juillet 2013, Daniella Alonso s'ajoute à la distribution. En septembre, Scott Wolf décroche un rôle récurrent, suivi de Luke Macfarlane le mois suivant.
Pour la deuxième saison, Adam Rodríguez et Merle Dandridge décrochent un rôle récurrent.
En juillet 2015, Scott Wolf est promu à la distribution principale pour la troisième saison. Puis en janvier 2016, Jennifer Beals décroche un rôle récurrent, et en février, Tanaya Beatty décroche un rôle régulier.
En novembre 2016, Ken Leung a opté de ne pas revenir pour la quatrième saison. En avril 2017, Mark Consuelos décroche un rôle récurrent. En juillet 2017, Rachelle Lefevre et Missy Peregrym décrochent des rôles pour le dernier épisode de la saison, qui auraient pu être importants pour la cinquième saison.

## Épisodes

### Première saison (2014)
1. Bienvenue dans l'équipe de nuit (Pilot)
2. Secondes chances (Second Chances)
3. Au secours de mon père (Hog Wild)
4. À l'encontre de la foi (Grace Under Fire)
5. Le Nouveau Venu (Storm Watch)
6. L'Amour au grand jour (Coming Home)
7. Quand la chimie opère - Partie 1/2 (Blood Brothers)
8. Quand la chimie opère - Partie 2/2 (Save Me)

### Deuxième saison (2015)
La deuxième saison a été diffusée du 23 février 2015 au 18 mai 2015.
1. Opérer en musique (Recovery)
2. Bizutage (Back at the Ranch)
3. Mariages en urgence (Eyes Look Your Last)
4. Les Dernières Volontés (Shock to the Heart)
5. En confinement (Ghosts)
6. L'Art du tact (Fog of War)
7. Petites cachotteries (Need to Know)
8. Projets d'avenir (Best Laid Plans)
9. Être parent (Parenthood)
10. Des gens responsables (Aftermath)
11. Le Prix de la confiance (Hold On)
12. Derrière les apparences (Moving On)
13. Sombre crépuscule (Sunrise, Sunset)
14. Les Lueurs de l'aube (Darkest Before Dawn)

### Troisième saison (2016)
Cette saison de treize épisodes a été diffusée du 1er juin 2016 au 31 août 2016.
1. Union sacrée (1/2) (The Times They Are A-Changin')
2. L'espoir fait vivre (2/2) (The Thing with Feathers)
3. Avant qu'il ne soit trop tard (The Way Back)
4. Compte à rebours (Three-Two-One)
5. La Juste Distance (Get Busy Livin')
6. Chaleur sur la ville (Hot in the City)
7. Ambiance explosive (By Dawn's Early Light)
8. Rien n'est impossible (All In)
9. Sous le choc (Unexpected)
10. L'Heure des choix (Between a Rock and a Hard Place)
11. Question de confiance (Trust Issues)
12. Au bord de la catastrophe (Emergent)
13. Terre brûlée (Burned)

### Quatrième saison (2017)
Cette saison de dix épisodes a été diffusée du 22 juin 2017 au 31 août 2017.
1. Retour en force (Recoil)
2. Déraillements (Off the Rails)
3. L'insoumis (Do No Harm)
4. Braver l'interdit (Control)
5. Un pari risqué (Turbulence)
6. Écran de fumée (Family Matters)
7. Vrais et faux héros (Keep the Faith)
8. Entre deux rives (R3B0OT)
9. Le pays de la liberté (Land of the Free)
10. Droit au cœur (Resurgence)

## Audiences

### Aux États-Unis
Le mardi 27 mai 2014, NBC diffuse l'épisode pilote qui s'effectue devant 7,67 millions de téléspectateurs avec taux de 1,7 % sur les 18/49 ans, qui est la cible fétiche des annonceurs, soit un bon démarrage, pour une série diffusée lors de la période estivale. Au fil des semaines les épisodes se stabilisent autour des 6,5 millions de fidèles. Cette courte première saison de huit épisodes a réuni en moyenne 6,6 millions de téléspectateurs.